# Distrikt San Andrés de Cutervo
Der Distrikt San Andrés de Cutervo liegt in der Provinz Cutervo in der Region Cajamarca im Norden Perus. Der Distrikt wurde am 6. Oktober 1961 gegründet. Er besitzt eine Fläche von 125 km². Beim Zensus 2017 wurden 4442 Einwohner gezählt. Im Jahr 1993 lag die Einwohnerzahl bei 5823, im Jahr 2007 bei 5323. Sitz der Distriktverwaltung ist die 2065 m hoch gelegene Ortschaft San Andrés de Cutervo mit 1133 Einwohnern (Stand 2017). San Andrés de Cutervo befindet sich knapp 20 km nordöstlich der Provinzhauptstadt Cutervo.

## Geographische Lage
Der Distrikt San Andrés de Cutervo befindet sich an der Ostflanke der peruanischen Westkordillere zentral in der Provinz Cutervo. Der zentrale und der östliche Teil werden vom Río Malleta durchflossen. Der westliche Teil des Distrikts wird nach Norden zum Río Chamaya hin entwässert. Der Westen des Distrikts liegt zum Teil innerhalb des Nationalparks Cutervo.
Der Distrikt San Andrés de Cutervo grenzt im Westen an die Distrikte Santo Domingo de la Capilla und Callayuc, im Nordwesten an den Distrikt Santa Cruz, im Norden an die Distrikte Pimpingos und Santo Tomás, im Osten an den Distrikt San Juan de Cutervo sowie im Südosten an den Distrikt Socota.

## Ortschaften
Neben dem Hauptort gibt es folgende größere Ortschaften im Distrikt:
- Gramalote
- La Flor
- La Succha
- Pajonal
- Quilluguay
- San Luis
- Shitabamba